# Ерёмина, Ольга Александровна
Ольга Алекса́ндровна Ерёмина (род. 17 марта 1970, Ивановская область, РСФСР) – российская писательница, поэт, филолог-литературовед, педагог-методист. Совместно с супругом Николаем Смирновым является биографом фантаста и ученого И. А. Ефремова. Лауреат АБС-премии (2017).

## Биография
Родилась в пос. Заречном Заволжского района Ивановской области в семье врача и учителя.
С 1975 по 1982 год жила с родителями в Тольятти, затем в Калуге.
В 1987 году кончила среднюю школу № 5 г. Калуги – старейшую школу города, где до этого преподавал Б. Ш. Окуджава. Занималась журналистикой в пресс-центре «Звёздный» при Дворце пионеров, с 1982 года публиковалась в областной газете «Молодой ленинец». Занималась спортивным туризмом в турклубе «Горизонт» школы № 5 под руководством С. В. Зеленова (пешие, водные, горные походы), получила значок «Альпинист СССР» (Уллу-Тау, 1990). На основании личного школьного опыта пришла к выводу о том, что для формирования личности необходима образовательная среда, сознательно выстраиваемая педагогическим коллективом и учениками.
В  1993 году с отличием окончила факультет русского языка и литературы Калужского государственного педагогического института (КГПУ) имени К. Э. Циолковского, под руководством канд. филол. наук Т. С. Ворошиловой защитила дипломную работу на тему «Принципы номинации гидронимов бассейна р. Жиздра». Преподавала в школе и альма-матер.
С 2001 года живёт в Москве. Работала редактором широкого профиля в ряде издательств.

## Литературоведение, методика
О. А. Ерёмина — автор работ по литературоведению и методике преподавания русского языка и литературы в школе.
В области методики преподавания русского языка обобщила опыт работы со словарными словами. Предложила подход к словарным словам с точки зрения их происхождения. Поскольку, в зависимости от этимологии в словах различаются типы орфограмм, можно не только запоминать словарные слова, но и логически анализировать их правописание.
В поурочных разработках для учителей литературы сделала акценты как на переосмыслении методической традиции при изучении произведений, давно включённых в школьную программу, так и на разработке методики преподавания для тех произведений, которые в 90-е годы в школьную программу впервые были включены (например, произведения И. А. Бродского).

## Литературное творчество
Первое стихотворение О. Ерёминой было опубликовано в 1982 году в газете «Молодой ленинец» города Калуги. В 2001 году выпустила поэтический сборник «Струны». Стихи публиковались в различных печатных и электронных изданиях.
С 2001 года – постоянный автор электронного журнала «Грани эпохи», где публикует стихи, статьи и очерки о культуре, литературе, истории. Одной из первых написала о поэзии А. Ю. Шадринова.
Соавтор книги «Александр Тихонов. Легенда мирового биатлона» (2013), написанной в сотрудничестве с А. И. Тихоновым по заданию издательства «Вече».
В книге «Юрий Коваль: проза не по-детски» (2014) исследовала творчество Ю. И. Коваля.
Записала воспоминания докт. пед. наук Г. И. Беленького о Великой Отечественной войне. В 2018 году, к 100-летию Г. И. Беленького, воспоминания были прочитаны для «Радио Люберецкого региона».
Соавтор (совместно с Н. Н. Смирновым) исторического романа «Сказание об Иргень» (2019), посвящённого событиям VI века до нашей эры.

### Изучение биографии и творчества И. А. Ефремова
Исследовательница литературного творчества учёного-палеонтолога и писателя-фантаста И. А. Ефремова, соавтор (вместе с Н. Н. Смирновым) биографии И. А. Ефремова, вышедшей в серии «ЖЗЛ» в 2013 году. 
Автор-составитель и редактор книги «Переписка Ивана Антоновича Ефремова» (2016). В книге собраны более 1200 писем И. А. Ефремова и его корреспондентов – советских и зарубежных, сделаны два аннотированных алфавитных указателя: именной и географический.
Написала предисловие и подготовила к публикации интервью И. А. Ефремова польскому эссеисту и переводчику русской литературы Адаму Галису.
Участница Ефремовских чтений в Вырице. Соорганизатор и участница Ефремовских чтений – фестивалей в Москве.

## Критика
Биография И. А. Ефремова, вышедшая в серии «ЖЗЛ», критиковалась за стиль, неровность изложения, многочисленные передёргивания. Так, критик Сергей Шикарев отмечал:

Беда книги не в том, что она написана плохим слогом, а в том, что биография Ефремова используется авторами как трибуна для выражения собственных представлений об устройстве «жизни, вселенной и всего остального».
… вываливаемая на читателя мешанина из трансперсональной психологии, синергетики, восточной философии подается соавторами невнятно и косноязычно. Например, они констатируют: «вертикаль и горизонталь должны войти в одну плоскость, создать диалектическую структуру системы координат с вектором устремленности к общему благу…»

… Навязчиво и напрасно соавторы пытаются втиснуть творчество Ефремова в узкое ложе агни-йоги. Приводимые ими «совпадения» мыслей писателя с положениями Живой Этики либо поверхностны, либо вовсе надуманны. Показательно, что и письма, призванные утвердить Ефремова как адепта учения, подобраны весьма тенденциозно. Большая часть переписки об агни-йоге представлена письмами к Ефремову, а не его собственными.
А Роман Арбитман констатировал:

В своем предисловии Еремина и Смирнов отважно посулили читателям «художественную биографию Ефремова, чтобы увлекательная, богатая жизнь героя была представлена живо и подробно на фоне важнейших событий эпохи», но обещаний не сдержали. Желание не упустить подробностей превратило книгу в склад необязательных цитат из третьестепенных источников. Вместо исторической аналитики читателю достался неотрефлексированный газетный пафос… «Художественность» обернулась дурной беллетристикой… Живость и увлекательность при ближайшем рассмотрении оказались анекдотическими штампами…
Сергей Москвитин: "Слишком сухо написана, слишком много внимания авторы уделили эзотерическим учениям и слишком мало – чувствам, личной жизни. К сожалению, им не удалось показать, каким был Ефремов в жизни. Человечного, живого Ивана Антоновича в книге почти нет".

## Премии, призы
Лауреат Международной литературной премии в области фантастики им. А. и Б. Стругацких (2017) в номинации «Критика и публицистика».
Второе место в конкурсе  «Учитель-Учителю-2005» в номинации «Урок Просвещения».

## Семья
Замужем за Николаем Смирновым, трое детей: Нина, Лада, Всеслав (р. 2010).

## Публикации

### Книги
- Ерёмина О. А. Котёл Господень. – М.: Престиж Бук, 2024. – 800 с.; ISBN 978-5-4459-0305-5
- Ерёмина О. А. Коан о кирпиче / Мы из 5-й школы. Туризм и Спорт – Калуга: Издательство «Фридгельм», 2020. С. 83–94. ISBN 978-5-905756-53-5
- Ерёмина О. А., Смирнов Н. Н. Сказание об Иргень. Исторический роман. – М.: Престиж Бук, 2019. – 496 с.; ISBN 978-5-4459-0018-4
- Переписка Ивана Антоновича Ефремова. Указатели. – М., Вече, 2016. – 1536 с. + 178 с. (Автор-составитель О. А. Ерёмина. Редактор О. А. Ерёмина.); ISBN 978-5-4444-4717-8
- Ерёмина О. А. Юрий Коваль: проза не по-детски. – М.: Амрита-Русь, 2014. – 200 с.; ISBN 978-5-0005-3311-6
- Ерёмина О. А., Смирнов Н. Н. Иван Ефремов. – М.: Молодая гвардия, 2013. – 682 с. (Жизнь замечательных людей: сер. биогр.; вып. 1440); ISBN 978-5-235-03658-1
- Ерёмина О. А. Алтай. Горная страна в сердце Азии. – М: Белый город, 2010.  – 48 с.; ISBN 978-5-7793-1750-4
- Ерёмина О. А. Сибирь. Под знаком чёрного соболя. – М: Белый город, 2009. – 48 с.; ISBN 978-5-7793-1722-1
- Ерёмина О. А. Струны. – Калуга: Полиграф-Информ, 2001. – 88 с., ил.; ISBN 5-93999-023-1
- Ерёмина О. А. Литературный кружок в школе. 5-6 классы: пособие для учителей общеобразовательных учреждений. – М.: Просвещение, 2011. – 140 с.; ISBN 978-5-09-026572-0
- Беляева Н. В., Ерёмина О. А. Уроки литературы в 9 классе. – М: Просвещение, 2009. – 384 с.; ISBN 978-5-09-018724-4
- Ерёмина О. А. Уроки литературы в 5 классе. – М: Просвещение, 2008. – 320 с.; ISBN 978-5-09-019850-9
- Ерёмина О. А. Уроки литературы в 6 классе. – М: Просвещение, 2008. – 319 с.; ISBN 978-5-09-016828-1
- Ерёмина О. А. Литература: 11 кл.: поурочные разработки: книга для учителя. – М.: Просвещение, 2006. – 192 с.; ISBN 5-09-015028-1
- Ерёмина О. А. Литература: занятия школьного кружка. 5 класс. – М: Изд-во НЦ ЭНАС, 2007. – 120 с.; ISBN 978-5-93196-693-9
- Ерёмина О. А. Родная сторона: развивающие задания по русскому языку. 4 класс. – М.: Глобулус, Изд-во НЦ ЭНАС, 2007. – С. 80 с.; ISBN 978-5-94851-188-7
- Ерёмина О. А. Я человек: развивающие задания по русскому языку: для 3-4 классов начальной школы. – М.: Глобулус, Изд-во НЦ ЭНАС, 2007. – 64 с.; ISBN 978-5-94851-187-0
- Ерёмина О. А. Моя семья: развивающие задания по русскому языку для 2-3 классов начальной школы. – М.: Глобулус. Изд-во НЦ ЭНАС, 2007. – 48 с.; ISBN 978-5-94851-186-3
- Ерёмина О. А. Словарные слова иноязычного происхождения. 10–11 классы. Практикум по орфографии. – М.: Вербум-М, 2006. – 207 с.; ISBN 5-8391-0165-6
- Ерёмина О. А. Словарные слова исконно русского происхождения. 10–11 классы. Практикум по орфографии. – М.: Вербум-М, 2006. – 175 с.; ISBN 5-8391-0163-X
- Ерёмина О. А. Поэзия Николая Рубцова в школе: Пособие для учителя. – М.: Чистые пруды, 2005. – 32 с.; ISBN 5-9667-0117-2
- Ерёмина О. А. Доклады по литературе. 9 класс: Учебно-методическое пособие. – М.: «Экзамен», 2005. – 320 с.; ISBN 5-472-01046-2
- Ерёмина О. А., Смирнов Н. Н. Символизм в русской литературе. – М.: Экзамен, 2005. - 256 с.; ISBN 5-472-00874-3
- Ерёмина О. А. Всякому мила родная сторона. Тематический словарь для 4 кл. – Самара: Корпорация «Фёдоров», Издательство Учебная литература», 2005. – 48 с.; ISBN 5-9507-0206-9
- Ерёмина О. А., Кривенкова М. М. Я выучу словарные слова! Сборник задач и упражнений по русскому языку для 4 класса.  – М.: Грамотей, 2005. – 120 с.; ISBN 5-89769-090-1
- Ерёмина О. А., Кривенкова М. М. Я выучу словарные слова! Сборник задач и упражнений по русскому языку для 3 класса. – М.: Грамотей, 2005. - 128 с.; ISBN 5-89769-089-8
- Ерёмина О. А., Кривенкова М. М. Я выучу словарные слова. 2 класс. Пособие для начальной школы. – М.: Грамотей, 2005. – 136 с.; ISBN 5-89769-070-7
- Ерёмина О. А. Я выучу словарные слова. 1 класс. Пособие для начальной школы. – М.: Грамотей, 2005. – 64 с.; ISBN 5-89769-005-7
- Ерёмина О. А. Поурочное планирование по древнерусской литературе. 5-9 классы. – М.: Экзамен, 2004. – 158 с.;  ISBN 5-472-00336-9
- Ерёмина О. А. Поурочное планирование по литературе. 9 класс: Методическое пособие к учебнику-хрестоматии Коровиной В. Я. и др. «Литература. 9 класс». – М.: Экзамен, 2005. – 383 с.; ISBN 5-472-00380-6
- Ерёмина О. А. Поурочное планирование по литературе. 8 класс: Методическое пособие к учебнику-хрестоматии В. Я. Коровиной и др. «Литература. 8 класс». – М.: Экзамен, 2004. – 319 с.; ISBN 5-472-00100-5
- Ерёмина О. А. Поурочное планирование по литературе. 7 класс: Методическое пособие к учебнику-хрестоматии Коровиной В. Я. и др. «Литература. 7 класс». – М.: Экзамен, 2007. – 382 с.; ISBN 5-472-02560-5
- Ерёмина О. А. Поурочное планирование по литературе. 6 класс: Методическое пособие к учебнику-хрестоматии Полухиной В. П. и др. «Литература. 6 класс». – М.: Экзамен, 2006. – 349 с.; ISBN 5-94692-495-8
- Ерёмина О. А. Поурочное планирование по литературе. 5 класс: Методическое пособие к учебнику-хрестоматии Коровиной В. Я. и др. «Литература. 5 класс». – М.: Экзамен, 2006. – 317 с.; ISBN 5-94692-494-X
- Ерёмина О. А. От макушечки до пят. Тематический словарь для 4 кл. – Самара: Корпорация «Фёдоров», Издательство Учебная литература», 2008. – 64 с.; ISBN 978-5-950-70782-7
- Ерёмина О. А. В текучей ткани текста. Статьи о литературе. – Калуга, 2000. – 60 с.; ISBN 5-93821-002-X

### Статьи
- Ерёмина О. А. Разрывая громаду лет. Адам Галис. Беседа с писателем И. А. Ефремовым (Предисловие, подготовка к публикации) // Техника – молодёжи, № 1–2 (1019) (специальный выпуск), 2018. С. 35–49.
- Смирнов Н. Н., Ерёмина О. А. Неслучайная встреча: Евгения Михайловна Величко // Дельфис, № 4 (80), 2014. С. 42–45.
- Ерёмина О.А. На лезвии. К 50-летию создания романа И.А. Ефремова «Лезвие бритвы» // Советская Россия, № 51, 16 мая 2013. С. 6.
- Ерёмина О. А. Духовный подвиг Сергия Радонежского // Русский язык и литература для школьников, № 9, 2013. С. 3–10.
- Ерёмина О. А. Читая «Реквием». Трагедия личности, семьи, народа в поэме А. А. Ахматовой. Окончание // Русский язык и литература для школьников, № 4, 2011. С. 8–16.
- Ерёмина О. А. Читая «Реквием». Трагедия личности, семьи, народа в поэме А. А. Ахматовой. Начало // Русский язык и литература для школьников, № 3, 2011. С. 3–12.
- Ерёмина О. А. Память о войне в стихотворениях А. Т. Твардовского // Русский язык и литература для школьников, № 8, 2010. С. 16–20.
- Ерёмина О. А. Столкновение культуры и цивилизации в рассказе И. А. Бунина «Господин из Сан-Франциско» в контексте идей Освальда Шпенглера // Русский язык и литература для школьников, № 1, 2010. С. 15–22.
- Ерёмина О. А. Абрамцево: духовное наследство // Наша школа, № 9, 2009. С. 38–42.
- Ерёмина О. А. Стихотворение А. А. Фета «Ещё майская ночь» // Русский язык и литература для школьников, № 2, 2009. С. 7–12.
- Ерёмина О. А. Сосновые побеги // Отечество (альманах), № 11, 2008. С. 28–31.
- Ерёмина О. А. Великое стояние вместо битвы // Отечество (альманах), № 8, 2008. С. 3–6.
- Ерёмина О. А. Соль Галицкая // Отечество (альманах), № 2, 2008. С. 26–28.
- Ерёмина О. А. «Тургеневская девушка» усадьбы Спасское-Лутовиново // Отечество (альманах), № 2, 2008. С. 12–13.
- Ерёмина О. А. Стоит Галич на берегу озера – как витязь на распутье // Отечество (альманах), № 1, 2008. С. 19–21.
- Ерёмина О. А., Смирнов Н. Н. От охотничьей усадьбы до опричного двора. Путешествие в резиденцию Ивана Грозного // Отечество (альманах), № 12, 2007. С. 6–9.
- Ерёмина О. А., Смирнов Н. Н. Вестник космического братства. К 100-летию со дня рождения И. А. Ефремова // Русский язык и литература для школьников, № 6, 2007. С. 61–65.
- Ерёмина О. А. Сюжеты и герои «Руслана и Людмилы». Викторина на уроке внеклассного чтения // Литература, № 19, 2007. С. 6–7.
- Ерёмина О. А. Колобушки по-дорофеевски // Отечество (альманах), № 8, 2007. С. 28–31.
- Ерёмина О. А. Читаем Фета // Литература, № 12, 2007. С. 10–11.
- Ерёмина О. А. А. Т. Твардовский. «С тропы своей ни в чём не соступая…» // Русский язык и литература для школьников, № 2, 2007. С. 2–6.
- Ерёмина О. А. Н. А. Некрасов. «Крестьянские дети» // Литература, № 6, 2007. С. 6–10.
- Ерёмина О. А. Рассказ А. П. Чехова «Ванька» // Литература, № 23, 2006. С. 6–10.
- Ерёмина О. А. Анализ стихотворения А. А. Ахматовой «Мне ни к чему одические рати…» // Русский язык и литература для школьников, № 6, 2006. С. 2–6.
- Смирнов Н. Н., Ерёмина О. А. Ярослав и Ярославль // История, № 17, 2006. С. 24–29.
- Ерёмина О. А. Темы истории и судьбы народа в поэзии Николая Рубцова // Русская словесность, № 4, 2006. С. 42–45.
- Ерёмина О. А. Сравнительный анализ стихотворений Н. А. Заболоцкого «Завещание» и А.А. Ахматовой «Но я предупреждаю вас…» // Русский язык и литература для школьников, № 3, 2006. С. 2–9.
- Смирнов Н. Н., Ерёмина О. А. Древний град Белозерск // История, № 8, 2006. С. 40–45.
- Ерёмина О. А. Развитие темы человека и природы в поэзии Заболоцкого // Русский язык и литература для школьников, № 2, 2006. С. 2–9.
- Смирнов Н. Н., Ерёмина О. А. Збручский идол // История, № 6, 2006. С. 42–46.
- Смирнов Н. Н., Ерёмина О. А. Владимирская земля // История и обществознание для школьников, № 1, 2006. С. 22–33.
- Смирнов Н. Н., Ерёмина О. А. Первая столица Руси // История, № 4, 2006. С. 34–38.
- Ерёмина О. А. Иосиф Бродский. «Конец прекрасной эпохи» // Русский язык и литература для школьников, № 5, 2005. С. 11–19.
- Ерёмина О. А. Николай Заболоцкий. Цикл «Последняя любовь»: опыт восприятия // Литература, № 19, 2005. С. 10–14.
- Ерёмина О. А. Колобушки по-дорофеевски // Путевой журнал, № 5, 2005. С. 14–19.
- Ерёмина О. А. «На поле Куликове, на речке Непрядве» // Русский язык и литература для школьников, № 4, 2005. С. 44–49.
- Ерёмина О. А. Чудеса огнепалого протопопа // Наша школа, № 4, 2005. С. 30–33.
- Ерёмина О. А. Астрид Линдгрен. «Расмус-бродяга». Урок внеклассного чтения в 6-м классе // Литература, № 12, 2005. С. 7–10.
- Ерёмина О. А. Консультации к письменному экзамену по русскому языку и литературе за курс средней (полной) школы в 2004/2005 учебном году. Номера тем: 214, 238, 266, 269, 270, 305 // Литература, № 9, 2005. С. 43, 45–46, 53–56.
- Ерёмина О. А. «Я буду скакать по холмам задремавшей отчизны…» // Русский язык и литература для школьников, № 3, 2005. С. 36–40.
- Смирнова О. (псевдоним О. А. Ерёминой). Геннадий Исаакович Беленький: крупный план // Литература в школе, № 5, 2005. С. 42–45.
- Ерёмина О. А. «Слово о полку Игореве» // Русский язык и литература для школьников, № 1, 2005. С. 16–24.
- Ерёмина О. А. Владимир Солоухин: «Закон набата», «Мочёные яблоки». 7 класс // Литература, № 2, 2005. С. 11–15.
- Ерёмина О. А.  Н. С. Лесков на уроках литературы в VII классе // Русская словесность, № 6, 2004. С. 22–28.
- Ерёмина О. А. Старая Ладога // Русский язык и литература для школьников, № 2, 2004. С. 52–54.
- Ерёмина О. А., Смирнов Н. Н. Древний град Белозерск // Разноцветные дороги (Путевой журнал), № 3, 2004. С. 8–11.
- Ерёмина О. А. Консультации по темам выпускного сочинения. Темы № 208–216 // Литература, № 17, 2004. С. 13–15, 18.
- Ерёмина О. А. Консультации по темам выпускного сочинения. Темы № 35–38, 85–91, 328–332  // Литература, № 15, 2004. С. 22–26, 28–29.
- Ерёмина О. А. В центрифугах новаций // Литература, № 12, 2004. С. 27–18.
- Ерёмина О. А. Рассказ К. Г. Паустовского «Колотый сахар» // Литература, № 5, 2004. С. 12–14, 19–20.
- Ерёмина О. А. Александр Блок. «На поле Куликовом»: опыт осмысления // Литература,  № 3, 2004. С. 12-14, 19-21.
- Ерёмина О. А. Бегство от одиночества. Любовь в рассказах И. А. Бунина // Литература, № 44, 2003. С.
- Ерёмина О. А. Стихотворения Ф. И. Тютчева в 5-9-х классах // Литература, № 40, 2003. С. 9–23.
- Ерёмина О. А. Пояс как мифологема // Русский язык и литература для школьников, № 4, 2003. С. 44–51.
- Ерёмина О. А. Путешествие в прошлое // Русский язык и литература для школьников, № 2, 2003. С. 53–58.
- Ерёмина О. А. Повесть В. Г. Короленко «В дурном обществе» // Литература, № 24, 2003. С.
- Ерёмина О. А. Консультации к сочинениям. Комплекты № 41, 55 // Литература, № 19, 2003. С. 12, 21.
- Ерёмина О. А. Рассказ А. Платонова «Никита» // Литература, № 14, 2003. С. 13.
- Ерёмина О. А. Уроки Пришвина // Литература, № 12, 2003. С. 5–7.
- Ерёмина О. А. Нарушая правила игры… Повесть И. С. Тургенева «Ася» // Литература, № 47, 2002. С. 5–7.
- Ерёмина О. А. «Повесть о Петре и Февронии Муромских» как произведение христианской культуры // Русская словесность, № 4, 2002. С. 15–24.
- Ерёмина О. А., Лебедева Г. А. Серебряное донце – золотое веретёнце // Воспитание школьников, № 5, 2000. С. 57–59.
- Ерёмина О. А. Мир русской усадьбы в повести А. С. Пушкина «Барышня-крестьянка» // Литература в школе, № 1, 1999. С. 48–57.
- Ерёмина О. А. Проблемы преподавания литературы в современной школе // Педагогический вестник «Три ключа». Выпуск третий. – М.: Издательский дом Шалвы Амонашвили, 1999.

## Цитаты
- Оптимальные решения часто рождаются из тяжёлых ошибок, и задача учёного - не повторить ошибок предшественника, взяв на вооружение из его опыта работы всё лучшее.
- ...Мы часто ведём себя так же, как  поступали дети Каперны, насмехаясь над маленькой Ассоль, – зло и неосознанно жестоко, опасаясь подняться в мечте слишком высоко: с высоты больнее падать.

Об И. А. Ефремове
- Добросовестность учёного для Ефремова немыслима без человеческой порядочности и обстоятельности, которая может показаться дотошностью и даже занудством, но на деле является необходимым атрибутом научного поиска.
- Герои рассказов Ефремова — моряки, геологи, рабочие, исследователи земных богатств — проживают моменты наивысшего напряжения, ярчайшего горения духа, совершают поступки, которые, казалось бы, приходят в противоречие с инстинктом самосохранения.